# 聖費利佩村 (新墨西哥州)
聖費利佩村（英語：San Felipe Pueblo）是位於美國新墨西哥州桑多瓦爾縣的普查規定居民點。

## 人口
根據2020年美國人口普查的數據，聖費利佩村的面積為31.76平方千米，當中陸地面積為31.04平方千米，而水域面積為0.72平方千米。當地共有人口2542人，而人口密度為每平方千米80.04人。